# Atletica leggera ai Giochi della XXXI Olimpiade - Lancio del giavellotto maschile

Video ufficiale della Finale

Ai Giochi della XXXI Olimpiade, che si sono tenuti a Rio de Janeiro nel 2016, la competizione di lancio del giavellotto maschile si è svolta tra il 17 e il 20 agosto presso lo Stadio Nilton Santos.

## Presenze ed assenze dei campioni in carica
Per i campionati europei si considera l'edizione del 2014.
| Competizione             | Atleta          | Prestazione     | Rio 2016 |
| ------------------------ | --------------- | --------------- | -------- |
| Olimpiadi 2012           | Keshorn Walcott | 84,58 m         | Presente |
| Commonwealth 2014        | Julius Yego     | 83,87 m         | Presente |
| Europei 2014             | Antti Ruuskanen | 88,01 m         | Presente |
| Asiatici 2014            | Zhao Qinggang   | 89,15 m         | Assente  |
| Panamericani 2015        | Keshorn Walcott | 83,27 m         | Presente |
| Africani 2015            | Ihab El-Sayed   | 85,37 m         | Assente  |
| Mondiali 2015            | Julius Yego     | 92,72 m         | Presente |
|                          |                 |                 |          |
| Olimpiadi giovanili 2010 | Braian Toledo   | 81,78 m (700 g) | Presente |
| Mondiali junior 2012     | Keshorn Walcott | 78,64 m         | Presente |

## La gara
Il miglior lancio di qualificazione è di Keshorn Walcott, il campione in carica, con 88,68 metri: 4,10 metri in più del lancio che gli valse l'oro a Londra.

In finale Walcott non parte bene: dopo il primo turno è quarto (83,45 m). Meglio di lui fanno: due tedeschi (Thomas Röhler con 87,40 m e Johannes Vetter con 85,32 m), ma soprattutto il keniota Julius Yego, che primeggia con 88,24.

Walcott si riprende un po' al secondo turno: 85,38 m, terza posizione. Il capolista Yego rinuncia al secondo e al terzo lancio per un dolore alla caviglia.

Si ripresenta in pedana per il quarto lancio, ma il dolore è troppo forte: deve ritirarsi. Assiste agli ultimi due turni come spettatore. Ed è proprio al quinto lancio che Röhler lo scavalca: i 90,30 metri gli valgono la medaglia d'oro.

Tutte le altre posizioni fino alla quinta si sono cristallizzate dopo due turni: argento a Yego e bronzo a Walcott.

## Risultati

### Qualificazione
Qualificazione: 83,00 m (Q) o le migliori 12 misure (q).
| Posizione | Gruppo | Nome                    | Nazionalità       | Lanci | Lanci | Lanci | Risultato | Note                                     |
| Posizione | Gruppo | Nome                    | Nazionalità       | 1°    | 2°    | 3°    | Risultato | Note                                     |
| --------- | ------ | ----------------------- | ----------------- | ----- | ----- | ----- | --------- | ---------------------------------------- |
| 1         | B      | Keshorn Walcott         | Trinidad e Tobago | 88,68 | –     | –     | 88,68     | Q                                        |
| 2         | B      | Johannes Vetter         | Germania          | 85,96 | –     | –     | 85,96     | Q                                        |
| 3         | A      | Julian Weber            | Germania          | 84,46 | –     | –     | 84,46     | Q                                        |
| 4         | B      | Ryohei Arai             | Giappone          | 84,16 | –     | –     | 84,16     | Q                                        |
| 5         | B      | Petr Frydrych           | Rep. Ceca         | 78,57 | 80,17 | 83,60 | 83,60     | Q                                        |
| 6         | B      | Julius Yego             | Kenya             | 78,88 | n     | 83,55 | 83,55     | Q                                        |
| 7         | A      | Jakub Vadlejch          | Rep. Ceca         | 78,23 | 80,90 | 83,27 | 83,27     | Q                                        |
| 8         | A      | Dmytro Kosynskyy        | Ucraina           | 80,08 | 76,79 | 83,23 | 83,23     | Q                                        |
| 9         | A      | Thomas Röhler           | Germania          | 79,47 | 81,61 | 83,01 | 83,01     | Q                                        |
| 10        | B      | Vítězslav Veselý        | Rep. Ceca         | 81,32 | 81,32 | 82,85 | 82,85     | q                                        |
| 11        | B      | Antti Ruuskanen         | Finlandia         | 82,20 | n     | n     | 82,20     | q                                        |
| 12        | A      | Braian Toledo           | Argentina         | 78,99 | 81,96 | 80,36 | 81,96     | q                                        |
| 13        | A      | Joshua Robinson         | Australia         | 78,87 | 80,84 | 76,78 | 80,84     |                                          |
| 14        | B      | Zigismunds Sirmais      | Lettonia          | 76,87 | 80,65 | 75,95 | 80,65     |                                          |
| 15        | A      | Marcin Krukowski        | Polonia           | n     | 78,06 | 80,62 | 80,62     |                                          |
| 16        | B      | Júlio César de Oliveira | Brasile           | 79,33 | 80,49 | 80,29 | 80,49     |                                          |
| 17        | A      | Kim Amb                 | Svezia            | 77,91 | 78,75 | 80,49 | 80,49     |                                          |
| 18        | B      | Tanel Laanmäe           | Estonia           | 80,45 | 78,78 | 79,24 | 80,45     |                                          |
| 19        | B      | John Ampomah            | Ghana             | 79,09 | 80,39 | 78,90 | 80,39     |                                          |
| 20        | A      | Cyrus Hostetler         | Stati Uniti       | 76,48 | 78,69 | 79,76 | 79,76     |                                          |
| 21        | A      | Tero Pitkämäki          | Finlandia         | 77,91 | 78,58 | 79,56 | 79,56     |                                          |
| 22        | A      | Risto Mätas             | Estonia           | 76,23 | 79,26 | 79,40 | 79,40     |                                          |
| 23        | A      | Magnus Kirt             | Estonia           | n     | 77,60 | 79,33 | 79,33     |                                          |
| 24        | A      | Rocco van Rooyen        | Sudafrica         | n     | 71,05 | 78,48 | 78,48     | Miglior prestazione personale stagionale |
| 25        | B      | Hamish Peacock          | Australia         | 77,91 | 76,22 | 76,40 | 77,91     |                                          |
| 26        | B      | Ivan Zaytsev            | Uzbekistan        | 73,49 | 72,92 | 77,83 | 77,83     |                                          |
| 27        | B      | Ari Mannio              | Finlandia         | 77,14 | 76,77 | 77,73 | 77,73     |                                          |
| 28        | A      | Rolands Štrobinders     | Lettonia          | 76,76 | n     | 77,73 | 77,73     |                                          |
| 29        | A      | Stuart Farquhar         | Nuova Zelanda     | 74,24 | 77,32 | 74,38 | 77,32     |                                          |
| 30        | A      | Ahmed Bader Magour      | Qatar             | n     | 77,19 | n     | 77,19     |                                          |
| 31        | B      | Lukasz Grzeszczuk       | Polonia           | 76,31 | 76,52 | 76,14 | 76,52     |                                          |
| 32        | A      | Leslie Copeland         | Figi              | 76,04 | 75,68 | n     | 76,04     |                                          |
| 33        | B      | Huang Shih-feng         | Taipei cinese     | 74,33 | n     | n     | 74,33     |                                          |
| 34        | B      | Sam Crouser             | Stati Uniti       | 73,78 | 73,66 | n     | 73,78     |                                          |
| 35        | B      | Sean Furey              | Stati Uniti       | 69,40 | 72,61 | 71,35 | 72,61     |                                          |
| 36        | A      | RM Sumeda Ranasinghe    | Sri Lanka         | 69,62 | 71,93 | n     | 71,93     |                                          |
| —         | A      | Bobur Shokirjonov       | Uzbekistan        | n     | n     | n     | NM        |                                          |

### Finale
| Record mondiale      | Jan Železný         | 98,48 m | Jena      | 25 maggio 1996 |
| Record olimpico      | Andreas Thorkildsen | 90,57 m | Pechino   | 23 agosto 2008 |
| Capolista stagionale | Thomas Röhler       | 91,28 m | Bydgoszcz | 29 giugno 2016 |

Sabato 20 agosto, ore 20.55.
| Pos.    | Atleta           | Età | Nazione           | Lanci | Lanci | Lanci | Lanci           | Lanci           | Lanci           | Misura | Note                          |
| Pos.    | Atleta           | Età | Nazione           | 1°    | 2°    | 3°    | 4°              | 5°              | 6°              | Misura | Note                          |
| ------- | ---------------- | --- | ----------------- | ----- | ----- | ----- | --------------- | --------------- | --------------- | ------ | ----------------------------- |
| Oro     | Thomas Röhler    | 25  | Germania          | 87,40 | 85,61 | 87,07 | 84,84           | 90,30           | n               | 90,30  |                               |
| Argento | Julius Yego      | 27  | Kenya             | 88,24 | n     | –     | n               | Rit.            | Rit.            | 88,24  | [ 2 ]                         |
| Bronzo  | Keshorn Walcott  | 23  | Trinidad e Tobago | 83,45 | 85,38 | 83,38 | 80,33           | n               | n               | 85,38  |                               |
| 4       | Johannes Vetter  | 23  | Germania          | 85,32 | n     | 82,54 | n               | 83,61           | 81,74           | 85,32  |                               |
| 5       | Dmytro Kosynski  | 27  | Ucraina           | 82,51 | 83,95 | 83,64 | 81,61           | 81,21           | n               | 83,95  | Miglior prestazione personale |
| 6       | Antti Ruuskanen  | 32  | Finlandia         | n     | 77,81 | 83,05 | n               | n               | 80,00           | 83,05  |                               |
| 7       | Vítězslav Veselý | 33  | Rep. Ceca         | 78,20 | 82,51 | n     | n               | n               | 78,63           | 82,51  |                               |
| 8       | Jakub Vadlejch   | 26  | Rep. Ceca         | 80,02 | 82,42 | 81,59 | 80,32           | n               | n               | 82,42  |                               |
| 9       | Julian Weber     | 22  | Germania          | 80,29 | 80,13 | 81,36 | Non qualificati | Non qualificati | Non qualificati | 81,36  |                               |
| 10      | Braian Toledo    | 23  | Argentina         | 77,89 | 79,51 | 79,81 | Non qualificati | Non qualificati | Non qualificati | 79,81  |                               |
| 11      | Ryohei Arai      | 25  | Giappone          | 77,98 | 79,47 | 72,49 | Non qualificati | Non qualificati | Non qualificati | 79,47  |                               |
| 12      | Petr Frydrych    | 28  | Rep. Ceca         | 76,15 | 76,79 | 79,12 | Non qualificati | Non qualificati | Non qualificati | 79,12  |                               |